# 510
Năm 510 là một năm trong lịch Julius.